# Rensselaer and Saratoga Railroad

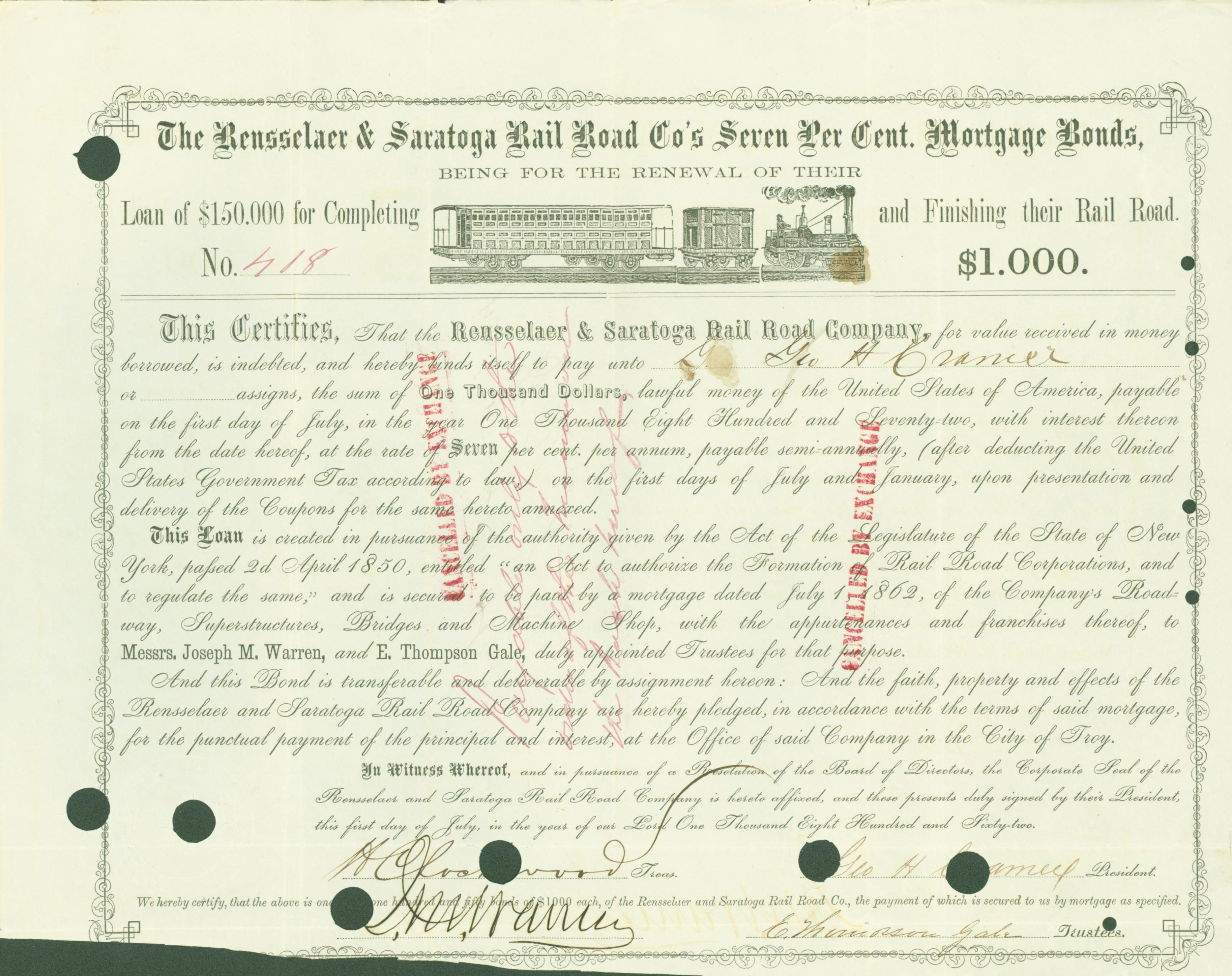
Anleihe der Rensselaer and Saratoga Rail Road Company vom 1. Juli 1862

Die Rensselaer and Saratoga Railroad (R&S) war eine Eisenbahngesellschaft in New York und Vermont (Vereinigte Staaten). Sie bestand als eigenständige Gesellschaft von 1832 bis 1968.
Die Gesellschaft wurde am 14. April 1832 gegründet und begann im Herbst 1833 mit dem Bau einer normalspurigen Eisenbahnstrecke von Ballston nach Troy. Sie zweigte in Ballston von der bereits seit 1833 bestehenden Saratoga and Schenectady Railroad ab. Die Strecke wurde am 19. August 1835 bis Waterford und am 19. März 1836 schließlich bis Troy eröffnet und hatte eine Gesamtlänge von 41 Kilometern. Der Endbahnhof befand sich in Troy zunächst am westlichen Ufer des Hudson River. 
Am 1. Januar 1851 pachtete die R&S die Saratoga&Schenectady. Gleichzeitig schloss man mit der Utica and Schenectady Railroad einen Mitbenutzungsvertrag für deren Strecke. Zusammen mit den anderen Bahngesellschaften, die Troy anfuhren, gründete die Rensselaer&Saratoga am 20. Januar 1851 die Troy Union Railroad, die eine Verbindungsbahn zwischen den Gesellschaften einschließlich einer Brücke über den Hudson sowie einen gemeinsamen Hauptbahnhof auf der Ostseite des Flusses baute. Diese Anlagen gingen am 22. Februar 1854 in Betrieb und die Rensselaer&Saratoga konnte ihren eigenen Endbahnhof in Troy aufgeben.
Die Albany and Vermont Railroad, die eine Strecke von Troy nach Albany betrieb, konnte am 15. Juni 1860 gepachtet werden, ebenso wie die Saratoga and Whitehall Railroad am 1. April 1865 und die Troy, Salem and Rutland Railroad am 19. Juni 1865. 1868 fusionierte die Rensselaer and Saratoga Railroad schließlich mit mehreren Bahngesellschaften in der Region, nämlich der Saratoga&Whitehall, der Rutland and Whitehall Railroad sowie der Troy, Salem&Rutland. Der Name wurde dabei beibehalten. Das Streckennetz wurde damit in den Bundesstaat Vermont hinein bis Rutland ausgedehnt und hatte nun einschließlich der gepachteten Bahnen eine Gesamtlänge von 282 Kilometern. 1869 kamen noch einmal zehn Kilometer dazu, als die Glens Falls Railroad, eine Zweigstrecke von Fort Edward nach Glens Falls, eröffnet wurde. Diese Bahngesellschaft wurde von ihrer Gründung am 26. Juli 1867 an gepachtet und am 10. August 1906 erworben. Die R&S führte auch den Betrieb auf der 1870 eröffneten Greenwich and Johnsonville Railroad.
Am 1. Mai 1871 pachtete die Delaware and Hudson Company (D&H) die R&S. Die endgültige Fusion der D&H mit der R&S, der Saratoga&Schenectady und der Albany&Vermont erfolgte erst im Zuge der Umgründung der D&H 1968. Heute bestehen vom ehemaligen Netz der Rensselaer and Saratoga Railroad noch die Hauptstrecke Schenectady–Saratoga Springs–Whitehall, die Zweigstrecke nach Glens Falls, die Strecken Albany–Troy–Mechanicville (alle drei in Besitz der Canadian Pacific Railway), Whitehall–Rutland (in Besitz der Clarendon and Pittsford Railroad), Eagle Bridge–Salem und Greenwich Junction–Thompson (beide in Besitz der Batten Kill Railroad). In Saratoga Springs wurde die Trasse umverlegt, um Bauflächen im Stadtzentrum freizubekommen. Die Amtrak betreibt auf der Strecke Schenectady–Rutland den Ethan Allen Express sowie den Adirondack.